# 문암역 (음성)
문암역(文岩驛)은 충청북도 음성군 원남면 문암리에 있는 충북선의 임시승강장이었다. 현재는 흔적이 거의 남아있지 않다.

## 연혁
- 1967년 5월 1일:임시승강장으로 영업 개시[1]
- 1974년 6월 1일:폐역[2]